# Kirchlinteln
Kirchlinteln is een gemeente in de Duitse deelstaat Nedersaksen, gelegen in het Landkreis Verden. De gemeente telt 9.933 inwoners. Naburige gemeenten zijn onder andere Achim, Dörverden, Westerwalsede, Kirchwalsede en Langwedel.

## Dorpen in de gemeente
Kirchlinteln bestaat uit 17, doorgaans van land- en bosbouw en van toerisme bestaande, kleine dorpen:
| - Armsen - Bendingbostel - Brunsbrock, Ortsteile: - Klein-Linteln - Kohlenförde - Schmomühlen - Heins, Ortsteile: - Groß Heins - Klein Heins - Hohenaverbergen - Holtum (Geest), Ortsteile: - Heidkrug - Wedehof - Steinberg - Kirchlinteln-dorp (met ca. 2.500 inwoners de grootste plaats) - Deelsen - Kreepen en Brammer | - Kükenmoor - Luttum - Neddenaverbergen, Ortsteil: - Lehringen - Otersen, Ortsteile: - Otersen im Sande - Ludwigslust - Schafwinkel, Ortsteile: - Sankt Pauli - Odeweg - Gerkenhof - Sehlingen, Ortsteile: - Groß Sehlingen - Klein Sehlingen - Stemmen - Weitzmühlen - Wittlohe |

Het gemeentehuis, de gemeentelijke bibliotheek en de belangrijkste school van de gemeente staan te Kirchlinteln-dorp.

## Infrastructuur

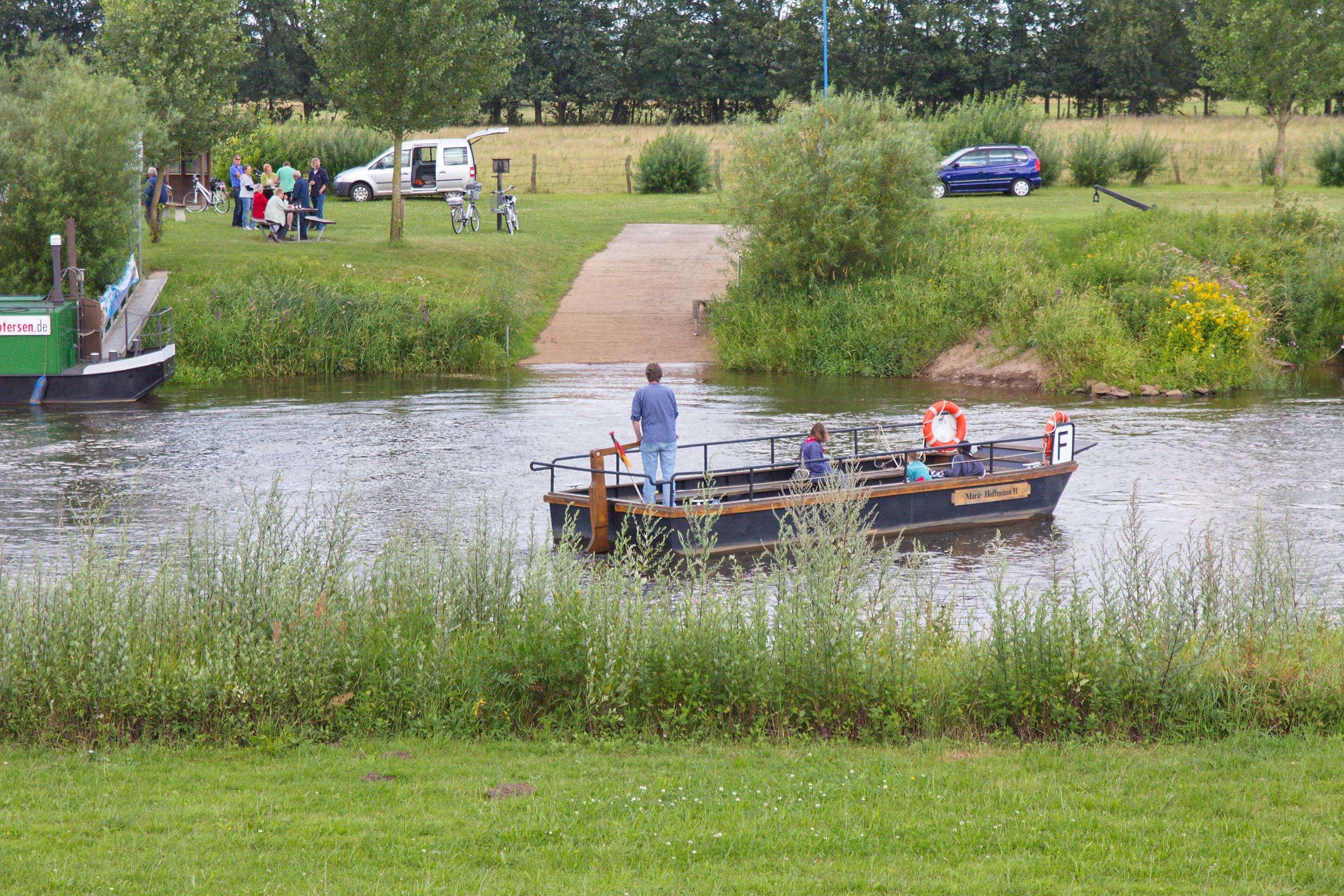
Pontje over de Aller Otersen - Dörverden

Afrit 26 (Verden-Ost) van de Autobahn A 27 bevindt zich slechts ruim 3 kilometer van het dorp Kirchlinteln. Een belangrijke weg door de gemeente heen is de Landesstraße 171 (Verden–Schneverdingen), die de gemeente van west naar oost doorkruist.
Door de gemeente loopt de spoorlijn Uelzen - Langwedel. Deze wordt (stand: medio 2023) opgeknapt, en het spoorwegstation van het dorp Kirchlinteln, dat in 1987 was opgeheven, gaat volgens de planning eind 2026 weer open voor reizigersverkeer, zij het op een iets andere plek dan het oude. Er rijden daarnaast in de gemeente Kirchlinteln, naast enkele buurtbussen, lijnbussen naar Verden.
De gemeente ligt aan de -hier nagenoeg alleen voor de pleziervaart bevaarbare- rivier de Aller. In de zomer vaart voor fietsers en voetgangers een toeristische veerpont over deze rivier.

## Geschiedenis, bezienswaardigheden

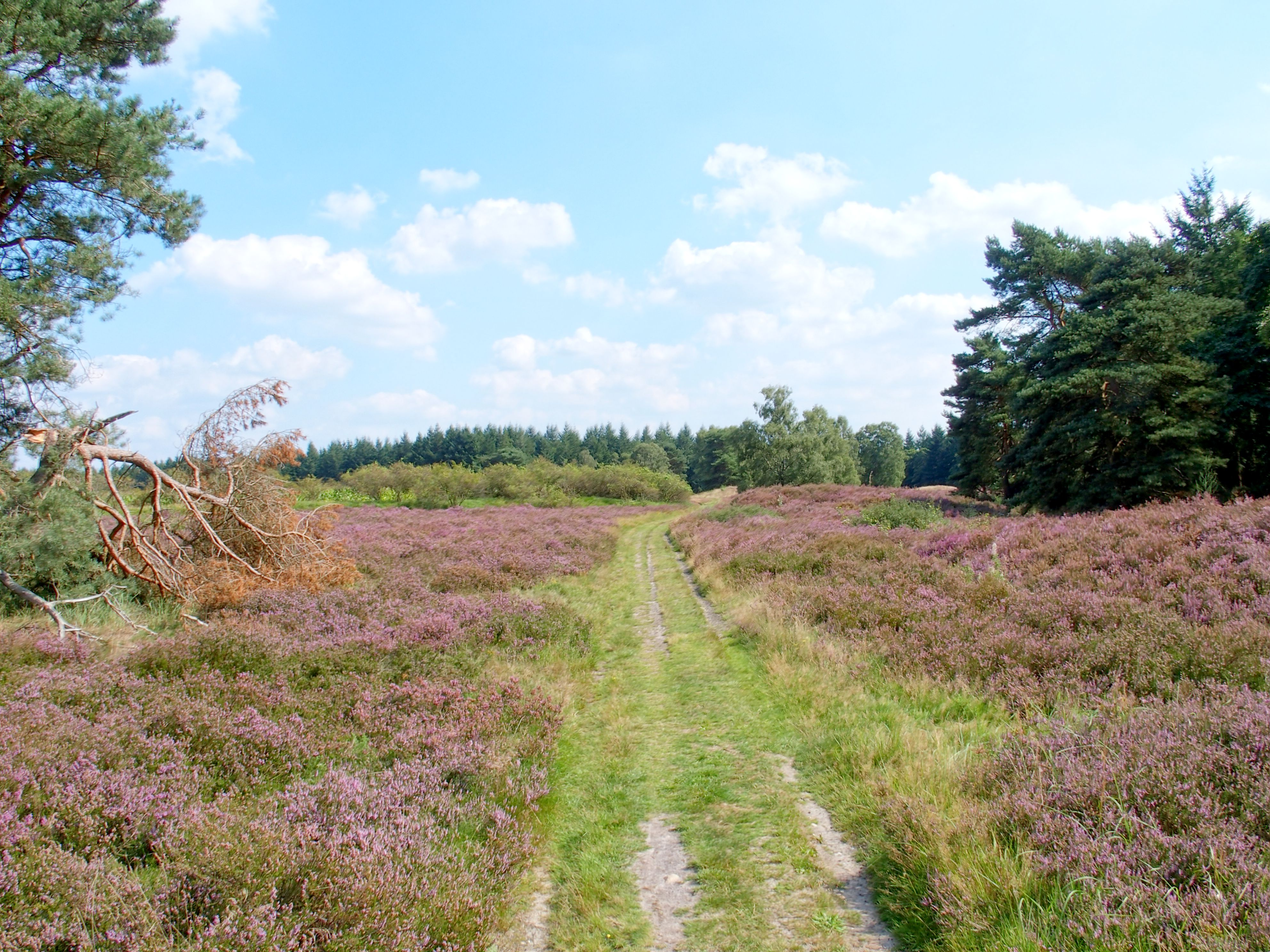
In het natuurgebied Hügelgräber-Heide bei Kirchlinteln
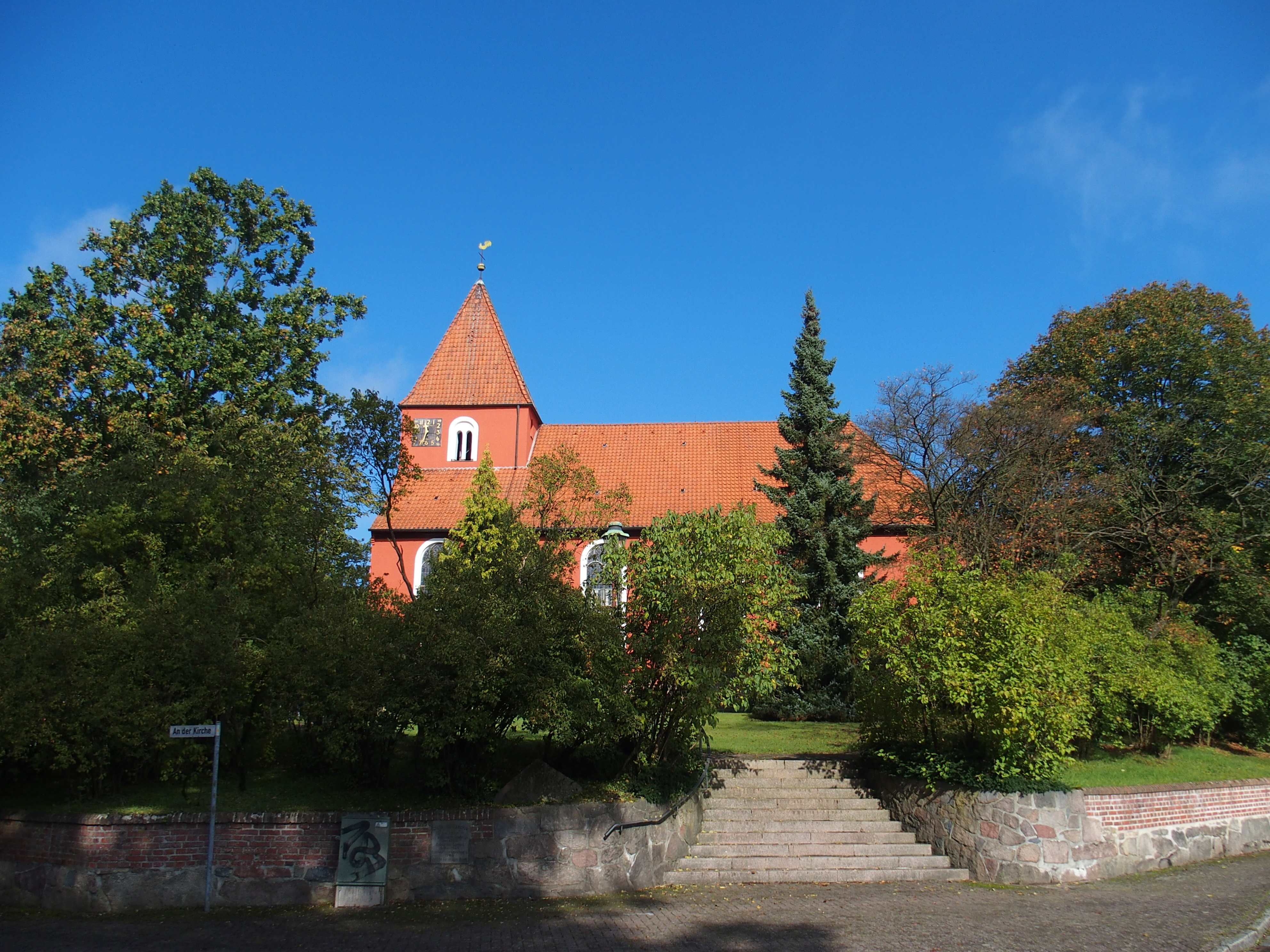
Sint-Pieterskerk, Kirchlinteln
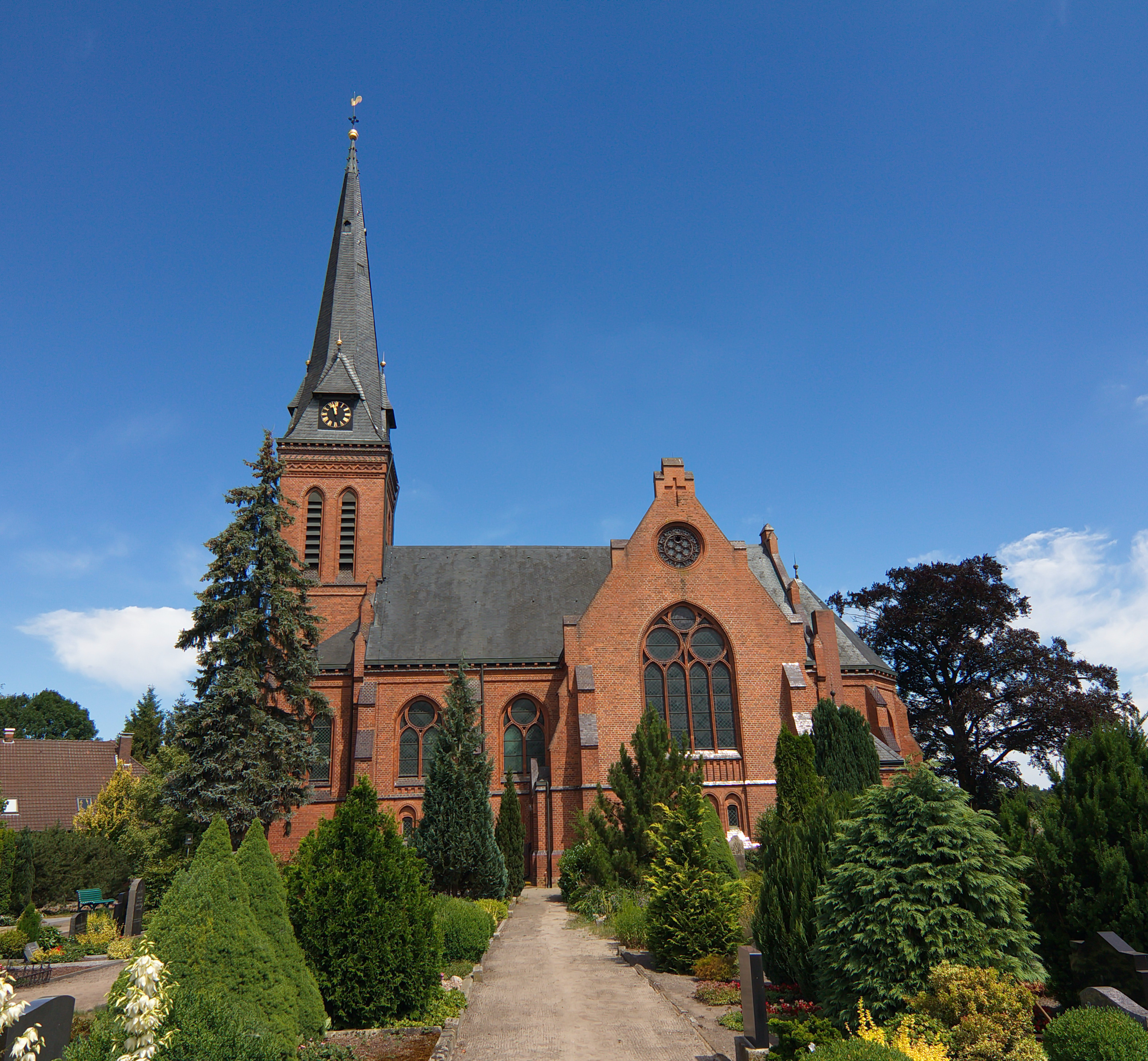
Sint-Jacobuskerk, Wittlohe

In het Historische Museum van Verden bevindt zich de in 1948 bij Neddenaverbergen, gemeente Kirchlinteln gevonden Lans van Lehringen. Ongeveer 115.000 jaar geleden heeft een Neandertaler dit ca. 2,5 meter lange steekwapen van taxushout in het lichaam van een  volwassen Palaeoloxodon antiquus, een Europese woudolifant gestoken. Het dier stortte zijwaarts neer in een ondiep, drassig meertje. De spies bleef in het dode dier steken en bleef -weliswaar in vele stukken gebroken- grotendeels bewaard. De vondst is het oudste bewijs, dat Neandertalers op groot wild jaagden. 
De gemeente wordt zeker al sedert de Bronstijd (2.500-1.400 jaar vóór de jaartelling) door mensen bewoond. Uit deze periode dateren verscheidene grafheuvels, die zich o.a. in het natuurgebied Hügelgräber-Heide bei Kirchlinteln bevinden. Dit natuurgebied, dat een oppervlakte van 9 hectare heeft, ligt aan de westrand van de Lüneburger Heide. Een mannelijk veenlijk, gevonden in 1903 bij Brammer, ging tijdens de Tweede Wereldoorlog verloren. Het Berlijnse museumdepot, waar het lag, werd door een geallieerd bombardement verwoest. 
De dorpen van de huidige gemeente Kirchlinteln zijn in de meeste gevallen in de middeleeuwen rondom kerkjes ontstaan. Kirchlinteln-dorp heette in de middeleeuwen sedert 1123 Lintlo, en later, tot ver in de 20e eeuw Großlinteln.  Na de Reformatie in de 16e eeuw werden de meeste christenen in de streek evangelisch-luthers. De Sint-Pieterskerk van Kirchlinteln-dorp, die uit de 13e eeuw dateerde, is in 1798 door het huidige gebouw vervangen. De Sint-Jacobuskerk van Wittlohe, die uit  1470 dateerde, is in 1894 door het huidige neogotische gebouw vervangen.
De landbouw is tot ca. 1970 steeds het belangrijkste middel van bestaan geweest. Daarnaast is, met name vanwege het vele natuurschoon in de omgeving, het toerisme ( o.a. fietsroutes, campings) van toenemend belang. Eén van die fietsroutes heeft het sprookje van de Bremer stadsmuzikanten als thema. Ook wonen er sedert plm. 1970 steeds meer mensen in de gemeente, die in een grotere plaats in de omgeving een werkkring hebben (woonforensen).

## Partnergemeente
Kirchlinteln onderhoudt sedert 2003 een jumelage met Letovice, Tsjechië.